# Ocampo kommun, Michoacán de Ocampo
Ocampo är en kommun i Mexiko.   Den ligger i delstaten Michoacán de Ocampo, i den södra delen av landet, 130 km väster om huvudstaden Mexico City.
Följande samhällen finns i Ocampo:
- Ocampo
- Manzana de San Luis
- Manzana la Cofradía
- Cuartel la Mesa
- Manzana Rancho Escondido
- Manzana la Cantera
- El Soldado Anónimo
- Cerro Prieto
- Cuartel las Palmas
- Cieneguillas
- Manzana el Mortero de San Cristóbal
- La Manzana de Santa Cruz
- San Juan
- Cuartel de Emiliano Zapata
- Ejido las Trojes
- Hervidero y Plancha
- Manzana los Remedios
- Ojo de Agua
- Manzana del Tejocote
- Mesa el Arenal
- Manzana de Dolores
- Los Tepetates
- Manzana la Ciénega
- Manzana el Tejocote
- El Llano
- Santa Ana
- Manzana los Cedros
- Manzana la Barbacoa